# Johne Murphy
Pour les articles homonymes, voir Murphy.
Pas d'image ? Cliquez ici

a Compétitions nationales et continentales officielles uniquement.

Johne Murphy, est né le 10 novembre 1984 à Rathangan (Irlande), est un joueur de rugby à XV, jouant au poste d'ailier ou d'arrière. Il commence sa carrière professionnelle en 2006 avec les Leicester Tigers où il joue quatre, puis joue sa deuxième partie de carrière au Munster avant de prendre sa retraite sportive en 2015.

## Biographie
Johne Murphy est originaire de Naas, comme son homonyme et coéquipier Geordan Murphy, ils n'ont cependant aucun lien de parenté. Johne Murphy a connu des sélections en Irlande A.
Lors de la demi-finale de Coupe d'Europe de rugby à XV 2008-2009, Leicester affronte les Cardiff Blues, à Cardiff. Le score est de 26-26 à la fin du match,. La prolongation ne change rien et pour la première fois de l'histoire des compétitions européennes de clubs, les tirs au but doivent départager les équipes. Ben Blair, Julien Dupuy, Jamie Robinson, Sam Vesty, Leigh Halfpenny, Geordan Murphy et Ceri Sweeney réussissent à faire passer le ballon entre les poteaux depuis le centre des vingt-deux mètres ; Johne Murphy rate sa tentative, de même que Tom James. Scott Hamilton est plus heureux, le score est de 4-4 après le passage des cinq premiers tireurs. Tom Shanklin, Aaron Mauger, Richie Rees et Craig Newby sont également adroits. Martyn Williams rate son tir et Jordan Crane qualifie Leicester 7-6 aux tirs au but.

## Palmarès
- Leicester Tigers
  - Finaliste de la Coupe d'Europe en 2009